# Primarias del Partido Demócrata de 2008 en Puerto Rico
Las Primarias Demócratas de Puerto Rico, 2008  fueron el 1 de junio de 2008, Puerto Rico realizó asambleas en el 2000 y en el 2004, pero debido a que representantes del partido Demócrata de la isla, optaron por hacer primarias este año, los puertorriqueños salieron a las urnas a votar por su candidato favorito en la cual la senadora de Nueva York, Hillary Clinton ganó las primarias a su contrincante el senador de Illinois, Barack Obama. Puerto Rico tiene 55 Delegados y 8 Superdelegados.  Puerto Rico seleccionara un Superdelegado añadido.  La selección de este Superdelegado añadido será en la asamblea del Partido demócrata del Estado libre asociado de Puerto Rico el 21 de junio de 2008 en  San Juan.  Al 30 de abril de 2008 4 Superdelegados apoyaban a la senadora Hillary Clinton y 2 Superdelegados apoyan al Senador Barack Obama.  Las votaciones empezaron desde las 8:00 AM hasta las 3:00 PM, hora local prevaleciente, Atlantic Standard Time (AST) (UTC-4, igual a Eastern Daylight Time). 

## Encuestas
La emisora puertorriqueña de radio NotiUno difundió el resultado de una encuesta que otorga a la ex primera dama un respaldo del 60,3% frente al 39,7% para Obama. La encuesta se hizo con una muestra de 4600 entrevistados en 42 centros electorales en la isla y Clinton habría ganado en seis de los ocho distritos electorales.
Según este sondeo, la candidata recibiría 30 o 31 de los 55 delegados en juego, mientras que Obama obtendría 24 o 25. La encuesta indicó también que un 65% de los militantes del Partido Nuevo Progresista, favorable a que Puerto Rico se anexione a EE. UU., han votado a favor de Clinton, mientras que un 53% de los militantes del Partido Popular Democrático, favorable al actual estatus de estado libre asociado, han optado por Obama.

## Resultados
La senadora por Nueva York Hillary Clinton logró una cómoda victoria en las primarias de Puerto Rico frente a su contrincante Barack Obama en una jornada con una elevada abstención del cerca del 80 por ciento."Te quiero Puerto Rico", dijo Clinton en español al comenzar su intervención en un hotel de San Juan ante un grupo de entusiastas seguidores que bailaron al son de la música de Ricky Martin y que cantaban "Señora se siente, Hillary presidente".
Clinton superó a Obama por más del doble de votos. La primaria de Puerto Rico otorga 55 delegados en proporción a los votos obtenidos. Con el 100% del conteo realizado, Clinton obtuvo 38 delegados por 17 de Obama, al que le faltarían así tan solo 50 delegados para alcanzar los 2,118 que asegurarían su nominación.
Unos 2.4 millones de electores estaban habilitados a votar en esta primaria. Sin embargo, a causa del particular estatuto de Puerto Rico —un estado libre asociado a Estados Unidos— sus habitantes no pueden votar en la elección presidencial prevista para noviembre.
| Primaria Demócrata Presidencial de Puerto Rico, 2008 100% de los precintos reportados | Primaria Demócrata Presidencial de Puerto Rico, 2008 100% de los precintos reportados | Primaria Demócrata Presidencial de Puerto Rico, 2008 100% de los precintos reportados | Primaria Demócrata Presidencial de Puerto Rico, 2008 100% de los precintos reportados |
| Candidato                                                                             | Votos                                                                                 | Porcentaje                                                                            | Delegados                                                                             |
| ------------------------------------------------------------------------------------- | ------------------------------------------------------------------------------------- | ------------------------------------------------------------------------------------- | ------------------------------------------------------------------------------------- |
| Hillary Clinton                                                                       | 263,120                                                                               | 68.41%                                                                                | 38                                                                                    |
| Barack Obama                                                                          | 121,458                                                                               | 31.59%                                                                                | 17                                                                                    |
| Total                                                                                 | 387,299                                                                               | 100.00%                                                                               | 55                                                                                    |